# Behjerd-e Soflá
Behjerd-e Soflá (persiska: بهجرد سفلی, Behjerd-e Pā’īn) är en ort i Iran.   Den ligger i provinsen Kerman, i den sydöstra delen av landet, 1 000 km sydost om huvudstaden Teheran. Behjerd-e Soflá ligger 736 meter över havet och antalet invånare är 455.
Terrängen runt Behjerd-e Soflá är lite kuperad.Runt Behjerd-e Soflá är det glesbefolkat, med 17 invånare per kvadratkilometer. Närmaste större samhälle är Posht Lor, 6,4 km sydost om Behjerd-e Soflá. Trakten runt Behjerd-e Soflá är ofruktbar med lite eller ingen växtlighet.